# CrystalDiskMark
CrystalDiskMark是一個开放源代码的磁碟基準測試工具，在Microsoft Windows上執行。以微軟的MIT授權DiskSpd工具為基礎，此圖形化基準測試工具常用於固态硬盘的效能。其透過與磁碟區相關的方式在文件系统中讀寫來運作。以許多不同數量的佇列與线程來生成循序與隨機讀寫的速度。固態硬碟往往在隨機讀寫方面表現優異，不像硬盘，固態硬碟不需要尋找讀寫的特定位置。
有一個名為AmorphousDiskMark的macOS分支，其以固體的无定形体命名。

## CrystalDiskInfo
CrystalDiskInfo是一套用於讀取及監控磁碟狀態的MIT授權S.M.A.R.T.實用工具。如同CrystalDiskMark，此工具主要用於固態硬碟，除了一般的PATA與SATA以外，也支援NVMe連線方式。其他功能還包含了英特爾的RAID支援、電子郵件與音效警告，以及AAM/APM調整。

## 吉祥物
CrystalDiskMark的開發者網站Crystal Dew World以著名的動畫吉祥物水晶雫（日語：水晶雫）為特色。在2012年3月的更新透過CrystalDiskMark 3.0.2的特別主題來介紹她。從CrystalDiskInfo 7開始，她在特別版中以日語獻聲。